# وزارة الداخلية والبلديات (لبنان)
وزارة الداخلية والبلديات ( (بالعربية: وزارة الداخلية والبلديات) ) في لبنان مسؤولة عن المحافظة، قضاء، البلديات، اتحاد البلديات والقرى الأمور، بالإضافة إلى الأحزاب والتنظيمات السياسية.
تأسست الوزارة في أول حكومة بعد الاستقلال في عام 1943. في عام 2000، تم تسمية وزارة الداخلية والبلديات. ووزيرها الحالي هو بسام مولوي.
تاريخ الوزارة
أنشئت وزارة الداخلية عام 1943 في أول حكومة بعد الاستقلال وقد تعاقب على تولي حقيبتها 66 وزيراً لغاية تاريخه .
وقد طرأ عدة تعديلات على تنظيم هذه الوزارة، كان أولها بتاريخ 8/9/1961 وآخرها بتاريخ 14/10/2000 بموجب المرسوم رقم 4082 المبني على القانون رقم 247 تاريخ 7/8/2000
والتي أصبحت تسمى : "وزارة الداخلية والبلديات"
تعنى وزارة الداخلية والبلديات بشؤون سياسة لبنان الداخلية من إعداد وتنسيق وتنفيذ وتسهر على حفظ النظام والأمن وتشرف على أمور المحافظات والاقضية والبلديات واتحادات البلديات والصندوق البلدي المستقل والمختارين والمجالس الاختيارية وسائر المجالس المحلية المنتخبة أو المعينة والقرى والأماكن الجامعة والأحزاب والجمعيات وتتولى إدارة الأحوال الشخصية وشؤون اللاجئين وشؤون الدفاع المدني والآليات والسير وتقوم بكل ما تعهد به إليها القوانين والأنظمة .

## روابط خارجية
- وزارة الداخلية والبلديات